# 內谷洞
內谷洞（：／ Naegok dong */?）是韓國首都首爾特別市瑞草區東南部九龍山附近的一個法定洞。國家情報院就位於內谷洞。境內有新盆唐線清溪山站以及首爾彥南初等學校。